# Karmeliterordenen
Karmeliterordenen er en munkeorden, der blev oprettet af Berthold af Calabrien omkring 1185, da han oprettede et kloster på Karmelbjerget hvor brødrene var pilgrimme fra Europa. Klosterreglen fra 1209 blev skrevet af patriarken Albert af Jerusalem og stadfæstet af paven i 1226. Den var asketisk med tavshed og forbud mod kødspisning.
Karmeliterne flyttede til Cypern og Sicilien i 1238 grundet de urolige forhold i Mellemøsten. 1240 og 1244 var de i England og Frankrig.
Ordenen blev udbredt i det meste af Europa under korstogstiden i det 13. århundrede. Den nåede Danmark omkring 1410.
I 1999 grundlagdes et karmelitterkloster udenfor Hillerød, som det første siden Reformationen.

## Karmeliterklostre i Danmark
- Assens (Vor Frue) (1500-1530)
- Helsingør Sankt Mariæ Kirke og Vor Frue Kloster (1430-1536)
- Skælskør (Vor Frue) (1418-1532)
- Sæby (Skt. Maria) (1460-1536)
- Aarhus (Vor Frue) (1461-1531)

## Karmeliterklostre i Kalmarunionen
- Sölvesborg (1480-1536).
- Varberg (Vor Frue) (1470-1530).
- Landskrona (Vor Frue)  (1410-1530). [1]

## Ekstern henvisning
- http://www.ocarm.org/
- http://www.karmel.dk